# O‘Showen Williams
O’Showen Alfredo-Vidale Williams (* 22. Oktober 1997 in Macon (Georgia)) ist ein US-amerikanischer Basketballspieler.

## Werdegang
Williams spielte an der Stratford Academy in Macon (US-Bundesstaat Georgia) neben Basketball auch American Football. Er entschloss sich, für die Fortsetzung der Leistungssportlaufbahn im Basketball. Nach einem Jahr am South Georgia State College (2016/17) wechselte der Aufbauspieler an die Appalachian State University in den Bundesstaat North Carolina. Erst in seinem letzten Jahr an der Hochschule (2019/20) wurde er dort Leistungsträger der Basketballmannschaft.
Seinen ersten Vertrag als Berufsbasketballspieler unterschrieb Williams bei den Reading Rockets in England. Er führte die Mannschaft in der Spielzeit 2020/21 in der zweithöchsten britischen Liga als bester Korbschütze (21,3 Punkte je Begegnung) an. Auch beim slowenischen Erstligisten Terme Olimia Podčetrtek, bei dem Williams 2021/22 unter Vertrag stand, zeigte er gute Leistungen im Angriff, kam auf einen Mittelwert von 14,3 Punkten je Einsatz.
Im Sommer 2022 holte Bundesligist s.Oliver Würzburg den US-Amerikaner nach Deutschland. Williams wurde in 34 Bundesliga-Spielen eingesetzt und erzielte in diesen durchschnittlich 4,7 Punkte.
Kurz nach seinem Wechsel zum Zweitligisten PS Karlsruhe brach sich Williams in einem Vorbereitungsspiel das Schlüsselbein, sein erstes Ligaspiel für Karlsruhe bestritt er im Oktober 2023. Im weiteren Saisonverlauf gewann der US-Amerikaner mit der Mannschaft den Meistertitel in der 2. Bundesliga ProA. Williams war mit 15,4 Punkten je Begegnung Karlsruhes bester Korbschütze in der Meistersaison. Der Aufstieg in die Bundesliga wurde der Mannschaft aber verweigert.